# دیتلف ویدکه
دیتلف ویدکه (آلمانی: Detlef Wiedeke؛ زادهٔ ۵ ژوئیهٔ ۱۹۵۰) موسیقی‌دان، خواننده، ترانه‌نویس و تهیه‌کننده موسیقی اهل آلمان است.
او به سبب همکاری‌اش با دیتر بولن مابین سال‌های ۱۹۸۴ تا ۲۰۰۰ میلادی، خوانندگی در مدرن تاکینگ و هم‌خوانی در بلو سیستم شناخته می‌شود.